# Dassa II
Dassa II ist ein Arrondissement im Departement Collines im westafrikanischen Staat Benin. Es ist eine Verwaltungseinheit, die der Gerichtsbarkeit der Kommune Dassa-Zoumè untersteht.

## Demografie und Verwaltung
Gemäß der Volkszählung 2013 des beninischen Statistikamtes INSAE hatte das Arrondissement 22.323 Einwohner, davon waren 10.948 männlich und 11.375 weiblich.
Von den 93 Dörfern und Quartieren der Kommune Dassa-Zoumè entfallen 13 auf Dassa II:
1. Akpari-Arobassa
2. Ayédèro
3. Ayétou
4. Bêtou
5. Essèkpré
6. Idaho
7. Iloulé
8. Issalou
9. kpékouté
10. Mahou
11. Modji-Gangan
12. Moudja
13. Moumoudji